# 1933-as magyar asztalitenisz-bajnokság
Az 1933-as magyar asztalitenisz-bajnokság a tizenhetedik magyar bajnokság volt. A bajnokságot március 23. és 26. között rendezték meg Budapesten, a Teréz körút 26. alatti asztalitenisz-helyiségben (a selejtezőt a BSE, a DSC és az MTK helyiségében).

## Eredmények
| Versenyszám  | Arany                                            | Arany | Ezüst                                 | Ezüst | Bronz                                                                           | Bronz |
| ------------ | ------------------------------------------------ | ----- | ------------------------------------- | ----- | ------------------------------------------------------------------------------- | ----- |
| Férfi egyéni | Dávid Lajos BSE                                  |       | Glancz Sándor Duna SCBoros István MTK |       |                                                                                 |       |
| Női egyéni   | Klucsikné Mednyánszky Mária MTK                  |       | Sipos Anna BSE                        |       | Homoki Erzsébet MTKKirály Ilona MTK                                             |       |
| Férfi páros  | Boros István, Nyitray Béla MTK                   |       | Glancz Sándor, Házi Tibor Duna SC     |       | Földi Ernő, Surányi László Duna SC, KISOKDávid Lajos, Lovas István BSE          |       |
| Női páros    | Klucsikné Mednyánszky Mária, Sipos Anna MTK, BSE |       | Király Ilona, Semjénné MTK            |       | Homoki Erzsébet, Fekete Magda MTK, BSE                                          |       |
| Vegyes páros | Boros István, Klucsikné Mednyánszky Mária MTK    |       | Dávid Lajos, Sipos Anna BSE           |       | Házi Tibor, Király Ilona Duna SC, MTKSurányi László, Homoki Erzsébet KISOK, MTK |       |